# More Blues
More Blues è la decima traccia della colonna sonora del film More - Di più, ancora di più, composta e suonata dal gruppo rock inglese Pink Floyd e pubblicata nel 1969.
Si tratta di un breve brano strumentale blues di oltre due minuti accreditato a tutti i membri della band.

## Struttura
La struttura del brano è molto semplice. Questo inizia con il basso di Waters che esegue un costante linea melodica su cui Gilmour costruisce un'improvvisazione blues. L'unico elemento che rompe quest'atmosfera surreale è la batteria di Mason che prorompe in alcuni punti del brano, dando l'impressione che tutto quello che si è ascoltato fosse solo un climax e che adesso inizi il pezzo vero e proprio; solamente che dopo due battute questa cessa, per poi riprendere successivamente con questa metodica.
La band ha avuto diverse occasioni per eseguire questa canzone in numerosi concerti nel periodo 1970-1972 e nel 1977 a Montréal come bis (l'ultimo spettacolo del tour di Animals) insieme al chitarrista Snowy White, dopo che David Gilmour aveva lasciato il palco, deluso per la performance.

## Formazione
- David Gilmour: Chitarra elettrica
- Roger Waters: Basso
- Nick Mason: Batteria